# Saint-Thuriau
Saint-Thuriau (bret. Sant-Turiav) – miejscowość i gmina we Francji, w regionie Bretania, w departamencie Morbihan.
Według danych na rok 2010 gminę zamieszkiwały 1892 osoby, a gęstość zaludnienia wynosiła 88 osób/km².